# Castillo de Torrehermosa
El llamado castillo de Torrehermosa es un castillo medieval de origen musulmán que se encuentra situado en la localidad zaragozana de Torrehermosa.

## Reseña
La localidad de Torrehermosa se encuentra en zona de frontera entre el Reino de Aragón y el Reino de Castilla, habiendo pertenecido desde su reconquista, alrededor de 1122, al señorío de Ariza, siendo propiedad de la familia Rebolledo de Palafox. En 1436 fue vendida al vicecanciller Juan de Funes, primer señor de la baronía de Quinto y desde 1611 perteneció a los marqueses de Ariza.

## Descripción
Del castillo sólo ha llegado hasta nuestros días una torre de origen musulmán, situada sobre un pequeño cerro muy próximo a la iglesia de la localidad, de planta circular y construida con piedras irregulares unidas con argamasa.

## Catalogación
El castillo de Torrehermosa está incluido dentro de la relación de castillos considerados Bienes de Interés Cultural en virtud de lo dispuesto en la disposición adicional segunda de la Ley 3/1999, de 10 de marzo, del Patrimonio Cultural Aragonés. Este listado fue publicado en el Boletín Oficial de Aragón del 22 de mayo de 2006.

## Galería de imágenes

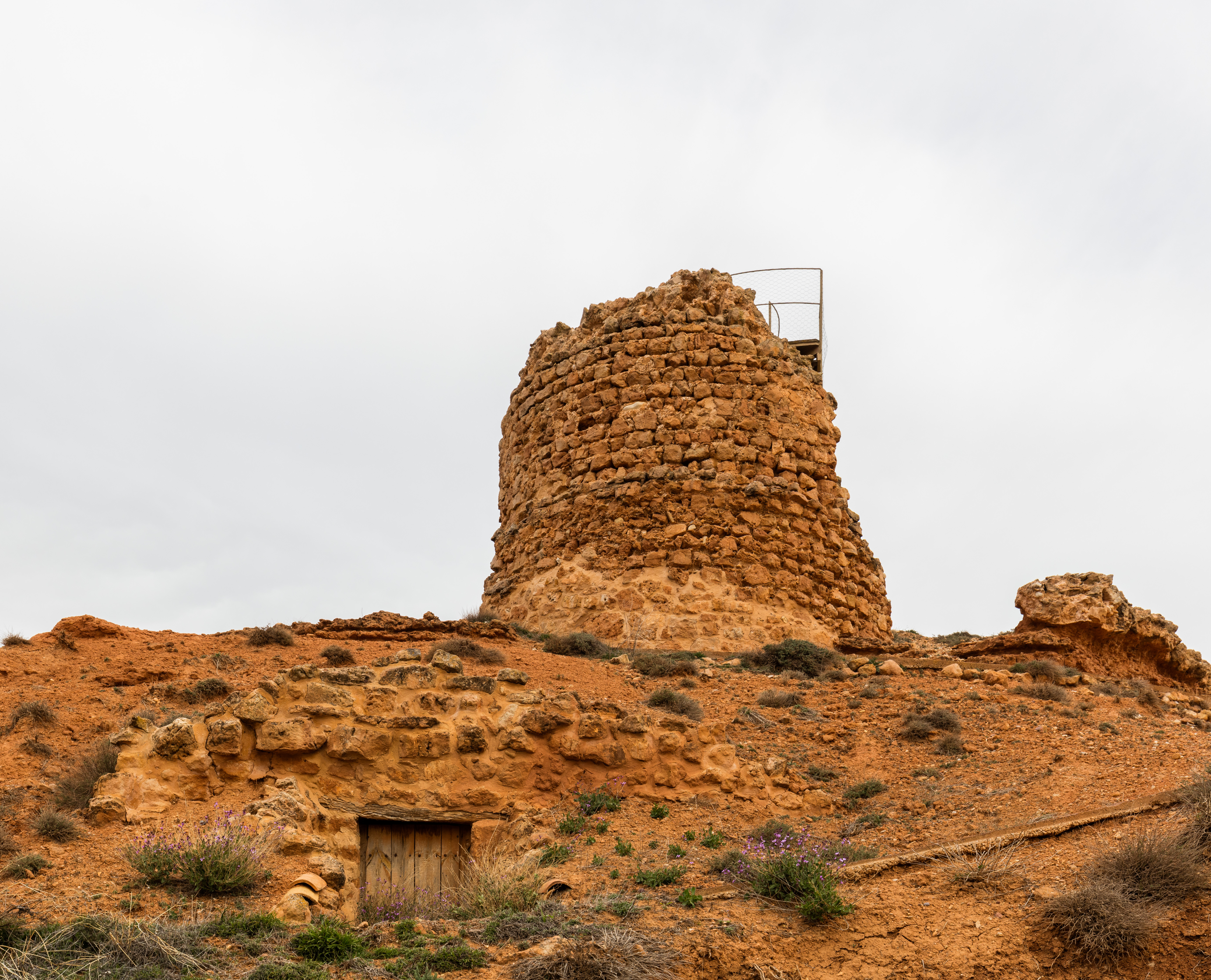
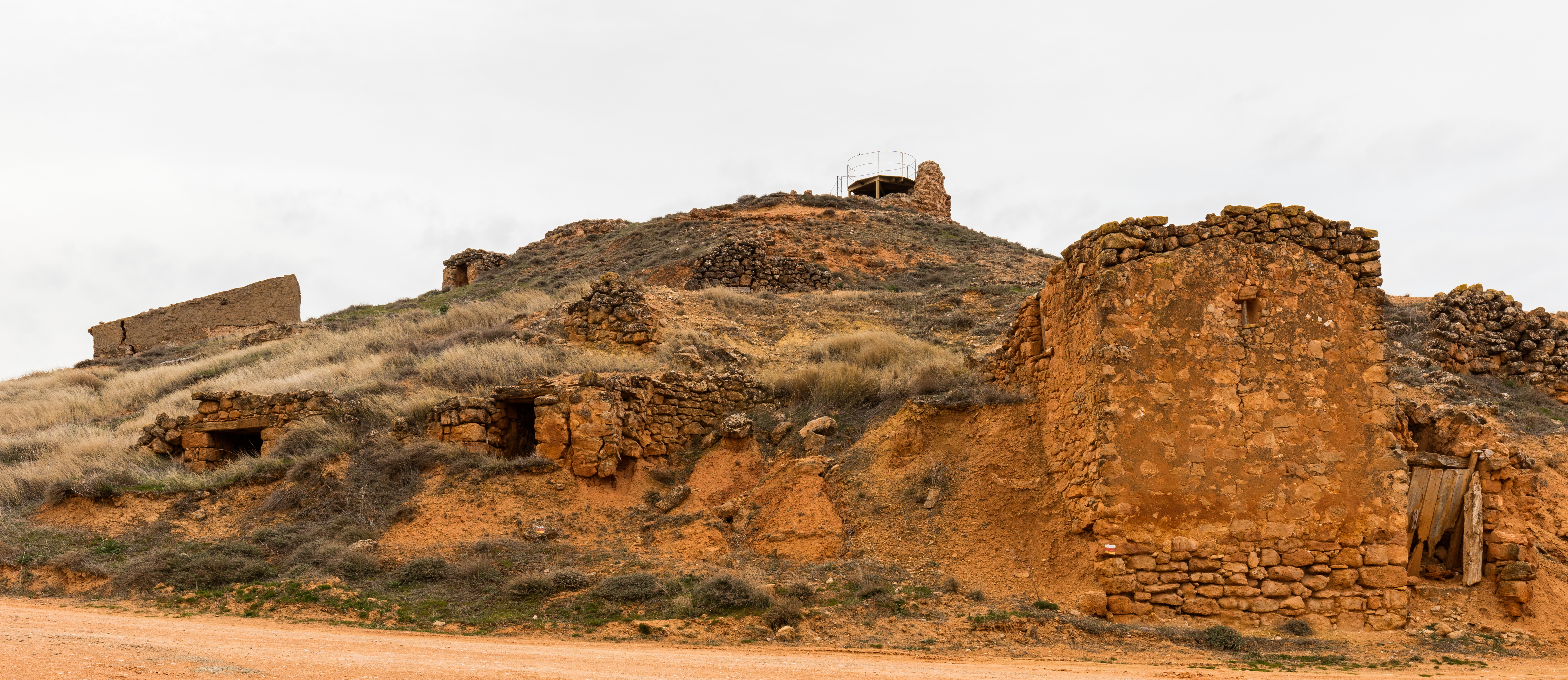
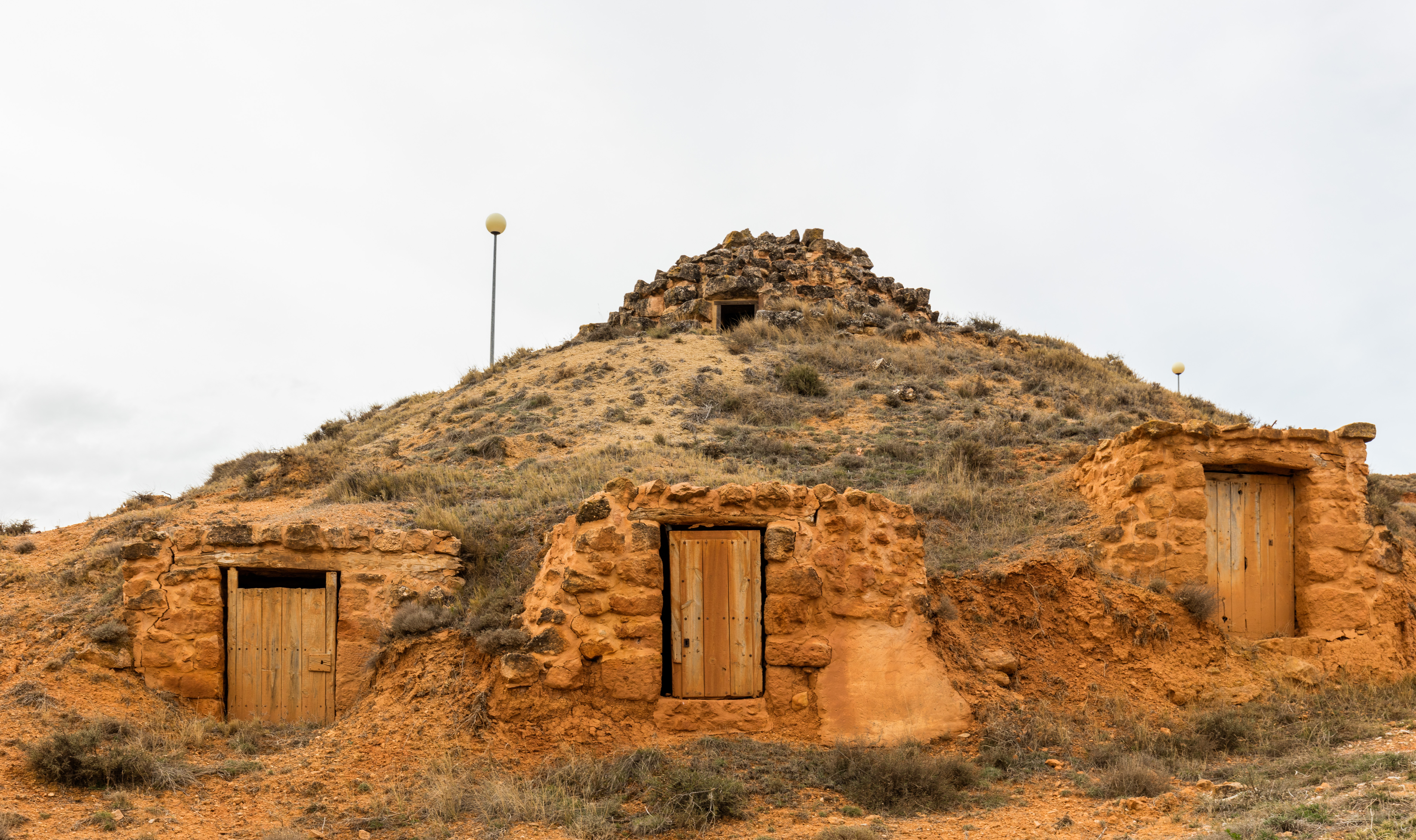

- Datos: Q30505934
- Multimedia: Castle of Torrehermosa / Q30505934